# Степанов, Вадим Евдокимович
Вадим Евдокимович Степанов (1929—1986) — советский учёный-криптограф, сотрудник 8-го Главного Управления КГБ (полковник), лауреат Государственной премии СССР (посмертно).

## Биография
Родился 22 октября 1929 года в Днепропетровске. Там же поступил в университет, но по совету преподавателей как отличник учёбы перевёлся в Москву.
Окончил МГУ им. М. В. Ломоносова (1951) и аспирантуру 8-го Главного управления КГБ.
В 1951—1953 лаборант, младший научный сотрудник НИИ-1 ГУСС.
С 1953 г. работал в 8-м Главном управлении КГБ (криптография):
- 1953—1959 руководитель группы, заместитель начальника отделения,
- 1959—1966 старший научный сотрудник,
- 1966—1976 научный консультант,
- 1976—1986 начальник отдела.

Доктор физико-математических наук (криптография). Профессор. Автор работ в области случайных графов.
Занимался подготовкой научных и инженерных кадров для Специальной службы. С 1953 г. преподавал в Высшей школе криптографов (Высшая школа 8-го Главного управления, с 1960 Факультет специальных технических служб Высшей школы КГБ, с 1962 Технический факультет).
Лауреат Государственной премии СССР (1987, посмертно).
Награждён орденом Красной Звезды и многими медалями, в том числе медалью «За боевые заслуги», Почетной грамотой Верховного Совета РСФСР, знаком «Почетный сотрудник госбезопасности».
Имел воинское звание полковник.
Скоропостижно умер 31 мая 1986 года. Похоронен на Кунцевском кладбище.
Жена — Ольга Владимировна Твербус-Твёрдая (6.06.1928), кандидат физико-математических наук, доцент МИСиС. Сын — Владимир (16.05.1954), кандидат ф.-м. наук, доцент МГУ.